# Talisay (Cebu)
Talisay è una città componente delle Filippine, situata nella Provincia di Cebu, nella Regione del Visayas Centrale.
La città fa parte dell'area metropolitana di Cebu.
Talisay è formata da 22 baranggay:
- Biasong
- Bulacao
- Cadulawan
- Camp IV
- Cansojong
- Dumlog
- Jaclupan
- Lagtang
- Lawaan I
- Lawaan II
- Lawaan III

- Linao
- Maghaway
- Manipis
- Mohon
- Poblacion
- Pooc
- San Isidro
- San Roque
- Tabunoc
- Tangke
- Tapul